# Huize Juliana
Huize Juliana is een gemeentelijk monument aan de Steenhoffstraat 17 in de gemeente Soest in de provincie Utrecht.
Het gebouw werd in 1909 gebouwd in opdracht van gemeentesecretaris J.H.W. Benschop. In 1967 werden de  dakkapellen gewijzigd. De toren droeg bij de oplevering een spits. De woning staat op de hoek met de Oude Raadhuisstraat. Aan de linkerzijde is een deel van twee bouwlagen. De nok van dit deel staat haaks op de weg, het overstekende dak heeft wolfseinden. De asymmetrische gevel heeft een voordeur met portiek. De aanbouw aan de linkergevel heeft een balkon met balustrade boven deze ingang. De aangebouwde keuken aan de achterzijde heeft een plat dak. Het tegeltjestableau aan de voorzijde heeft als opschrift Huize Juliana